# Hạt beta
Hạt beta là tên gọi chung của điện tử (e−, β−) và positron (e+, β+) phát ra trong quá trình phân rã beta của hạt nhân và của neutron ở trạng thái tự do.
Tia beta lệch về phía cực dương của tụ điện gồm các hạt electron.
|  |

## β+phân rã (bức xạ positron)
Hạt nhân nguyên tử không ổn định mà thừa proton có thể xảy ra β+ phân rã, còn gọi là phân rã positron, hiện tượng mà một proton được chuyển đổi thành một neutron, một positron, và một neutrino electron:
p → n + e+
 + ν
e
Beta-cộng phân rã có thể xảy ra trong hạt nhân khi giá trị tuyệt đối của năng lượng liên kết của hạt nhân con lớn hơn của hạt nhân mẹ, nghĩa là hạt nhân con ở trạng thái năng lượng thấp hơn.